# Ozero Selets
Ozero Selets (ryska: Озеро Селец) är en sjö i Belarus.   Den ligger i voblasten Minsks voblast, i den centrala delen av landet, 140 km söder om huvudstaden Minsk. Ozero Selets ligger 131 meter över havet.
Omgivningarna runt Ozero Selets är en mosaik av jordbruksmark och naturlig växtlighet. Runt Ozero Selets är det ganska glesbefolkat, med 22 invånare per kvadratkilometer.